# Amiot 120
El Amiot 120 fue una familia de aviones bombarderos biplanos monomotores franceses, construida por la fábrica S.E.C.M.-Amiot a mediados de la década de 1920. La única variante construida en serie fue el bombardero medio Amiot 122 BP3; otra variante conocida fue el avión de reconocimiento de larga distancia Amiot 123.

## Diseño y desarrollo
El avión fue diseñado como un bombardero biplano medio de un solo motor de construcción metálica y diseño convencional, con alas reforzadas. El fuselaje consistía en un bastidor de tubos de duraluminio, mientras que el motor estaba recubierto con láminas de duraluminio, con el resto del avión recubierto de tela. Se instaló un tren de aterrizaje convencional fijo con un patín trasero. La tripulación, compuesta de tres personas, se sentaba en tándem en cabinas abiertas.
El primero de la serie fue Amiot 120 BN2, un prototipo de bombardero biplaza, con un motor en línea Renault 12Ma 580 hp (registro F-AHCR). No fue encargado por la Fuerza Aérea Francesa y solo se construyó un ejemplar. Más éxito tuvo la siguiente variante ligeramente ampliada, la Amiot 122, de 1927, propulsada por un motor Lorraine 18 Kd y 650 hp. Su variante de producción inicial fue el bombardero de dos plazas Amiot 122 BP2 (registro F-AIUQ), pero entró en producción como el bombardero de 3 plazas Amiot 122 BP3. Se construyeron un total de 80 aviones para la Fuerza Aérea Francesa y cinco para Brasil.
Otra variante fue la Amiot 123. Diseñado como un bombardero, designado como Amiot 123 BP3, solo se construyó uno, pero la Fuerza Aérea Francesa no mostró ningún interés en él. En ese momento, las autoridades polacas estaban buscando un avión de larga distancia para vuelos transatlánticos. En 1928 y 1929, se construyeron dos aeronaves Amiot 123 modificadas como una variante de larga distancia, con depósitos de combustible ampliados; el primero tenía el motor Lorraine 18 Kdrs 710 hp, y el segundo un motor Lorraine 18 Kdrs 785 hp.
Las dos últimas variantes, Amiot 124 BP3 y Amiot 125 BP3, fueron prototipos de bombarderos en 1931, equipados con motores Hispano-Suiza 18Sbr de 1000 hp y Renault 18Jbr de 700 hp respectivamente, pero no fueron ordenados por la Fuerza Aérea Francesa. Algunas fuentes afirman que también se construyeron el Amiot 121 con un motor Lorraine 18 Kd de 650 hp y los prototipos Amiot 126 con un motor Lorraine 18 Gad de 700 hp.

## Historia operacional
El Amiot 122 se usó por primera vez como avión deportivo de larga distancia. Desde el 13 de septiembre de 1927, el prototipo realizó un recorrido de 10 800 km por el mar Mediterráneo, desde París, a través de Viena, Beirut, El Cairo, Bengasi, Túnez, Casablanca y regreso a París. Del 3 al 5 de abril de 1928, el teniente Girardot voló a través del Sáhara, en la ruta París-Timbuktu-Dakar-París, 10 100  km.
Un total de 80 Amiot 122 BP3 fueron utilizados por la Fuerza Aérea Francesa como bombarderos de reconocimiento, a partir de 1930. Fueron utilizados en el 11º Regimiento de Aviación, con sede en Metz. Fueron apodados por los pilotos La Grosse Julie (La Gran Julie).
En 1931, Brasil adquirió cinco aviones, cuatro según publicaciones brasileñas. Se usaron hasta 1936. Un avión fue usado por el Gobierno durante un golpe de Estado en julio de 1932.

### Vuelos transatlánticos
Paul Teste murió en un Amiot 120 el 13 de junio de 1925, mientras entrenaba para un vuelo transatlántico.
El primer Amiot 123 fue comprado por la Fuerza Aérea Polaca para realizar un primer vuelo transatlántico hacia el oeste; en algunas fuentes, está designado como Amiot 123.01. Fue nombrado Marszałek Piłsudski (Mariscal Józef Piłsudski). El equipo estaba formado por el piloto Ludwik Idzikowski y el navegante Kazimierz Kubala. Comenzaron su primer intento de vuelo transatlántico el 3 de agosto de 1928, despegando a las 4:45 a. m. desde el aeropuerto de París-Le Bourget. Sin embargo, después de volar a unos 3200 km de distancia, sobre el océano, notaron un descenso del nivel de aceite en el motor por causa de un depósito de aceite que estaba agrietado. Decidieron regresar a Europa, ya que estaba a más de medio camino de América, contra el viento. Después de 31 horas de vuelo, cuando el aceite del motor se había agotado, Idzikowski decidió aterrizar en el agua, cerca del barco mercante alemán Samos, a unos 70 km de la costa española. Los marineros rescataron a la tripulación y sacaron el avión del agua, pero estaba muy dañado.
Idzikowski y Kubala repitieron esta prueba el año siguiente. El segundo Amiot 123 fue comprado, inicialmente construido para un piloto francés, si bien según algunas fuentes todavía era el primer avión construido. Fue nombrado Orzeł Biały (Águila Blanca, aunque según algunas fuentes, todavía era el Marszałek Piłsudski). Despegaron el 13 de julio de 1929 a las 3:45 a. m. desde Le Bourget. Después de volar 2140 km, sobre el océano, alrededor de las 5 p. m., el motor comenzó a perder potencia, haciéndose ruidoso. Decidieron aterrizar en la isla Faial de las Azores. Sin embargo, debido a un trabajo de motor más irregular, a las 9 p. m. (7 p. m. hora local), Idzikowski decidió realizar un aterrizaje de emergencia en una isla rocosa más cercana, Graciosa. Durante el aterrizaje en un campo, el avión chocó contra un muro de piedra bajo y rompió el tren de aterrizaje. En el accidente murió Ludwik Idzikowski, mientras que Kazimierz Kubala resultó levemente herido. Durante la acción de rescate, la aeronave se quemó.

## Variantes

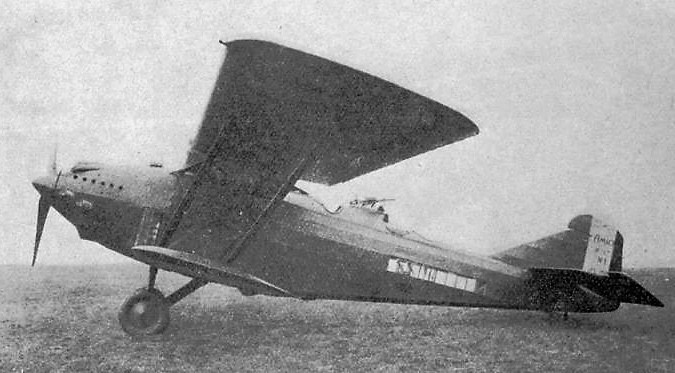
Foto del Amiot 122 BP3 en el Annuaire de L'Aéronautique de 1931.

Amiot 120 BN2
Prototipo de bombardero ligero de dos plazas.
Amiot 121
Avión rompe-récords.
Amiot 122 BP3
Aviones de tres asientos tipo bombardero medio.
Amiot 122S
Avión rompe-récords.
Amiot 123
Aviones récord de largo alcance de dos asientos.
Amiot 124 BP3
Prototipo de bombardero.
Amiot 125 BP3
Prototipo de bombardero.

## Operadores
Brasil
Fuerza Aérea Brasileña: Cinco bombarderos.
 Francia
Fuerza Aérea Francesa: 80 bombarderos.
 Polonia
Fuerza Aérea de Polonia: Dos aviones deportivos.

## Especificaciones (Amiot 122BP3)
Referencia datos: Jane's all the World's Aircraft 1928, Aviafrance:Avimeta 132

### Características generales
- Tripulación: Tres
- Longitud: 13,72 m
- Envergadura: 21,5 m
- Altura: 5,15 m
- Superficie alar: 95 m²
- Peso vacío: 2260 kg
- Peso máximo al despegue: 4200 kg
- Planta motriz: 1× motor lineal W-18 refrigerado por agua Lorraine-Dietrich 18Kd.
  - Potencia: 480 kW (650 hp)

### Rendimiento
- Velocidad máxima operativa (Vno): 205 km/h
- Alcance: 1000 km
- Techo de vuelo: 6200 m (20 300 pies)
- Carga alar: 41,7 kg/m² (8,5 lb/sq ft)
- Potencia/peso: 0,076 hp/lb (0,125 kW/kg)
- Tiempo a altitud: 4000 m (13 000 pies) en 18 minutos; 5000 m (16 000 pies) en 29 minutos 59 segundos

### Armamento
- Ametralladoras: 

  - 2 de 7,7 mm fijas de fuego frontal
  - 2 de 7,7 mm flexibles en puesto del observador
  - 1 de 7,7 mm flexible disparada a través del piso de la cabina del observador
- Bombas: 

  - 800 kg (1800 lb)

### Aeronaves similares
- Avro 549 Aldershot
- Lublin R-VIII

### Listas relacionadas
- Anexo:Bombarderos